# RBB (Really Bad Boy)
"RBB (Really Bad Boy)" é uma canção do grupo feminino sul-coreano Red Velvet, lançado como single de RBB, quinto EP do grupo. O single foi lançado por SM Entertainment em 30 de novembro de 2018, juntamente com o álbum.

## Lançamento e composição
"RBB (Really Bad Boy)" foi caracterizado como uma faixa de dance pop e R&B com uma melodia cativante. A canção foi escrita e composta pela compositora da SM Entertainment Kenzie e co-composta por Timothy 'Bos' Bullock, Sara Forsberg e MZMC com arranjo de Bullock. Liricamente, expressa os encantos de um "bad boy". O single foi lançado em 11 de novembro de 2018.

## Promoção
O grupo teve seu comeback no programa musical Music Bank, tocando a faixa título "RBB (Really Bad Boy)" e "Butterflies" ao vivo pela primeira vez e uma hora antes do lançamento oficial do álbum.

## Videoclipe
Um videoclipe de acompanhamento de "RBB (Really Bad Boy)", com coreografia de Choi Sun-hee, Kaycee Rice e Janelle Ginestra, foi lançado no dia do lançamento do álbum. O vídeo com tema de Halloween, que tinha um sinal de "Howliwood" no fundo (uma paródia de Hollywood) apresentava o "bad boy" na música na forma de um lobisomem que persegue as garotas ao longo do vídeo, movendo-se de vários conjuntos de inspiração retrô, como um quarto rosa com um piso padronizado, um canteiro de abóboras com o cartaz por trás e as garotas presas dentro de molduras. O videoclipe também faz referência ao filme de 1980, The Shining, em uma cena em que as integrantes Irene e Yeri se vestem como os gêmeos Grady.

## Desempenho nas paradas
| Parada (2018)                     | Melhor posição |
| --------------------------------- | -------------- |
| Coreia do Sul (Gaon)              | 10             |
| Coreia do Sul (Billboard Hot 100) | 7              |

## Histórico de lançamento
| Região           | Data                   | Formato          | Rótulo           |
| ---------------- | ---------------------- | ---------------- | ---------------- |
| No mundo inteiro | 30 de novembro de 2018 | Download digital | SM Entertainment |
| Coreia do Sul    | 30 de novembro de 2018 | Download digital | SM Entertainment |